# 門托 (明尼蘇達州)
門托（英語：Mentor）是一個位於美國明尼蘇達州波爾克縣的城市。

## 歷史
門托因大部份定居者皆來自俄亥俄州的門托而得名。門托的郵局自1882年起營運至今。

## 人口
根據2020年美國人口普查的數據，門托的面積為4.93平方千米，皆為陸地。當地共有人口104人，而人口密度為每平方千米21人。